# Renewi Tour 2025
20. ročník etapového cyklistického závodu Renewi Tour se koná mezi 20. a 24. srpnem 2025 v Belgii. 
Závod je součástí UCI World Tour 2025 na úrovni 2.UWT.

## Týmy
Závodu se účastní všech 18 UCI WorldTeamů a 5 UCI ProTeamů.
UCI WorldTeamy
- Alpecin–Deceuninck
- Arkéa–B&B Hotels
- Cofidis
- Decathlon–AG2R La Mondiale
- EF Education–EasyPost
- Groupama–FDJ
- Ineos Grenadiers
- Intermarché–Wanty
- Lidl–Trek
- Movistar Team
- Red Bull–Bora–Hansgrohe
- Soudal–Quick-Step
- Team Bahrain Victorious
- Team Jayco–AlUla
- Team Picnic PostNL
- UAE Team Emirates XRG
- Visma–Lease a Bike
- XDS Astana Team

UCI ProTeamy
- Lotto
- Team Flanders - Baloise
- Wagner Bazin WB
- Tudor Pro Cycling Team
- Unibet Tietema Rockets

## Trasa a etapy
| Etapa         | Datum         | Trasa                   | Vzdálenost | Typ      | Typ            | Vítěz    |
| ------------- | ------------- | ----------------------- | ---------- | -------- | -------------- | -------- |
| 1             | 20. srpna     | Terneuzen – Breskens    | 182,6 km   |          | Rovinatá etapa |          |
| 2             | 21. srpna     | Blankenberge – Ardooie  | 172,7 km   |          | Rovinatá etapa |          |
| 3             | 22. srpna     | Aalter – Geraardsbergen | 181,8 km   |          | Zvlněná etapa  |          |
| 4             | 23. srpna     | Riemst – Bilzen-Hoeselt | 198,5 km   |          |                |          |
| 5             | 24. srpna     | Leuven – Leuven         | 184,7 km   |          |                |          |
| Celková délka | Celková délka | Celková délka           | 920,3 km   | 920,3 km | 920,3 km       | 920,3 km |

## Průběžné pořadí
| Etapa          | Vítěz | Celkové pořadí | Bodovací soutěž | Soutěž bojovnosti | Soutěž mladých jezdců | Soutěž týmů |
| -------------- | ----- | -------------- | --------------- | ----------------- | --------------------- | ----------- |
| 1              |       |                |                 |                   |                       |             |
| 2              |       |                |                 |                   |                       |             |
| 3              |       |                |                 |                   |                       |             |
| 4              |       |                |                 |                   |                       |             |
| 5              |       |                |                 |                   |                       |             |
| Konečné pořadí |       |                |                 |                   |                       |             |

## Konečné pořadí
| Legenda | Legenda                         | Legenda | Legenda                               |
| ------- | ------------------------------- | ------- | ------------------------------------- |
|         | Označuje lídra celkového pořadí |         | Označuje lídra soutěže bojovnosti     |
|         | Označuje lídra bodovací soutěže |         | Označuje lídra soutěže mladých jezdců |

### Celkové pořadí
| Pořadí | Jezdec | Tým | Čas |
| ------ | ------ | --- | --- |
| 1      |        |     |     |
| 2      |        |     |     |
| 3      |        |     |     |
| 4      |        |     |     |
| 5      |        |     |     |
| 6      |        |     |     |
| 7      |        |     |     |
| 8      |        |     |     |
| 9      |        |     |     |
| 10     |        |     |     |

### Bodovací soutěž
| Pořadí | Jezdec | Tým | Body |
| ------ | ------ | --- | ---- |
| 1      |        |     |      |
| 2      |        |     |      |
| 3      |        |     |      |
| 4      |        |     |      |
| 5      |        |     |      |
| 6      |        |     |      |
| 7      |        |     |      |
| 8      |        |     |      |
| 9      |        |     |      |
| 10     |        |     |      |

### Soutěž bojovnosti
| Pořadí | Jezdec | Tým | Body |
| ------ | ------ | --- | ---- |
| 1      |        |     |      |
| 2      |        |     |      |
| 3      |        |     |      |
| 4      |        |     |      |
| 5      |        |     |      |
| 6      |        |     |      |
| 7      |        |     |      |
| 8      |        |     |      |
| 9      |        |     |      |
| 10     |        |     |      |

### Soutěž mladých jezdců
| Pořadí | Jezdec | Tým | Body |
| ------ | ------ | --- | ---- |
| 1      |        |     |      |
| 2      |        |     |      |
| 3      |        |     |      |
| 4      |        |     |      |
| 5      |        |     |      |
| 6      |        |     |      |
| 7      |        |     |      |
| 8      |        |     |      |
| 9      |        |     |      |
| 10     |        |     |      |

### Soutěž týmů
| Pořadí | Tým | Čas |
| ------ | --- | --- |
| 1      |     |     |
| 2      |     |     |
| 3      |     |     |
| 4      |     |     |
| 5      |     |     |
| 6      |     |     |
| 7      |     |     |
| 8      |     |     |
| 9      |     |     |
| 10     |     |     |